# Володарі (роман Крістофера)
Володарі, або «Власники» (англ. The Possessors) — науково-фантастичний роман британського письменника Джона Крістофера. Випущено друком 1964 року. 

## Зміст
Далеке минуле. Віддалена планета населена сутностями, які мають здатність переймати тіло і розум інших рас. Втім вони виявляють, що їх сонце ось-ось вибухне. Тому вирішують рятуватися в оболонці з енергії, але виживає лише один, що падає на Землю в горах, залишаючись в анабіозі під снігом.
Сьогодення. Земля. Група туристів (3 чоловіків, 4 жінки і 2 дітей) подорожує Швейцарськими Альпами. Втім раптові 2 лавини перетнули їм шлях до найближчого села. Люди вирішують заночувати в віддаленому шале, де виявляються перебиті телефонні та електричні лінії. Тут туристи зустрічають подружжя власників шале та 2 працівників. Усі чекають завершення негоди та приходи рятівників.
Втім один з дітей — Енді раптово травмується. Один із туристів — Селбі Грінґер, — що є хірургом марно намагається допомогти хлопчикові, але марно. Брат Енді— Стівен каже, що Енді знайшов світлу сферу на снігу і знепритомнів одразу після того, як торкнувся її.
Труп поміщений у льох під наглядом його батька Леонарда. Вночі тіло залишають без нагляду, а вранці мати, Рут Діппінг, виявляє, що тіло Енді зникло. Починаються пошуки, але без результату. Зрештою Рут іде в мороз, а коли її знаходять, то вона з Енді й навіть не захворіла, незважаючи на легкий одяг.
Невдовзі поведінка Рут і Енді стає дивною. Виявляється, що ними оволодів інопланетянин (себе називає Власник). Вночі вони нападають на Стівена, намагаючись його підкорити. Але їм заважає служниця Марі. Спроба Рут й Енді захопити її також виявилася невдалою. Тому обидва тікають на вулицю. Селбі Грінґер вважає, що Рут і Енді є жертвами невідомої хвороби, а інші — впливом диявола. Зрештою Власники вдається підкорити слуг Пітера та Марі.
Невдовзі залишаються непідкореними лише господар шале Джордж Гамільтон й туристи Дуглас Пул, Селбі Грінґер та Джейн Вінчмор. Вони розуміють, що з покращенням погоди та відкриттям доріг «заражені» будуть розширюватися в інших місцях. Тому вирішують встановити пастку, в яку потрапляє прибулець, його підірвано, але гинуть усі ним підкорені. Усіх чотирьох витягують рятувальники.